# بيير بورجوازي
بيير بورجوازي هو شاعر بلجيكي، ولد في 4 ديسمبر 1898 في شارلوروا في بلجيكا، وتوفي في 25 مايو 1976.

## وصلات خارجية
- بيير بورجوازي على موقع ديسكوغز (الإنجليزية)